# Großkronschatzmeister

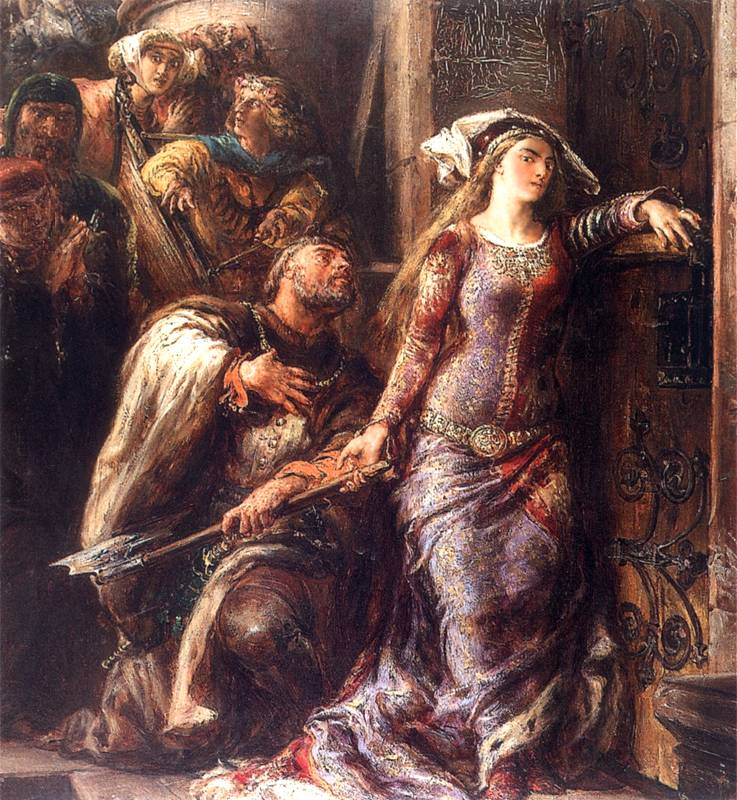
Demetrius de Goraj war von 1365 bis 1391 (mit Unterbrechungen) Großkronschatzmeister, Gemälde von Jan Matejko

Großkronschatzmeister (poln. Podskarbi wielki koronny, lat. supremus thesaurarius bzw. supremus rei monetariae magister) war ein Hofamt im Königreich Polen und in der Adelsrepublik Polen-Litauen. 
Der Kanzler war für die den Kronschatz und die Münzpräge verantwortlich. Seit dem 13. Jahrhundert gab es in Polen die Ämter der Schatzmeister in verschiedenen Ausprägungen. König Kasimir der Große führte an ihrer Stelle im 14. Jahrhundert den zentralen Großkronschatzmeister ein, zu dem er den Schatzmeister von Krakau berief. Ab 1504 waren der Großkronschatzmeister qua Amt Mitglieder des Senats. Sigismund II. August schuf um die Mitte des 16. Jahrhunderts das Amt des Großschatzmeister von Litauen. Beide wurden vom König ins Amt berufen, waren jedoch gegenüber dem Sejm zur Rechenschaft verpflichtet. Der Sejm legte auch ihre Kompetenzen fest und konnte sie dazu ermächtigen, Schulden zu machen, Staatsvermögen zu verpfänden oder Münzen zu prägen. 

## Nachweise
- Góralski, Zbigniew: Urzędy Staropolskie (polnisch)